# Кампилобактерии
Кампилобактерии (лат. Campylobacter, буквально: изогнутые бактерии) — род грамотрицательных бактерий. Представители рода обычно выглядят изогнутыми (в форме запятой) или s-образными. Подвижны. Могут вызывать болезни пищевого происхождения.

## Описание
Кампилобактерии, как правило, имеют изогнутый вид и могут перемещаться с помощью однополярных или биполярных жгутиков. Они обычно выживают в средах с низким содержанием кислорода. Под воздействием атмосферного кислорода C. jejuni может превращаться в шаровидную форму. Лучше всего развиваются при 42 °C.
Выживание при комнатной температуре плохое, но они могут выжить в течение короткого времени при холодных температурах — до 15 раз дольше при 2 °C, чем при 20 °C. Бактерия медленно вымирает при температуре замерзания и чувствительна к теплу: клетки разрушаются при температуре выше 48 °C.

## История изучения
Первые виды, впоследствии отнесённые к кампилобактериям, впервые были описаны в 1886 году Теодором Эшерихом.
Сам род Campylobacter был описан учёными Sebald и Véron в 1963 году.

## Классификация
На июнь 2019 года в род включают 32 вида:
- Campylobacter avium Rossi et al. 2009
- Campylobacter blaseri Gilbert et al. 2018
- Campylobacter canadensis Inglis et al. 2007
- Campylobacter coli (Doyle 1948) Véron and Chatelain 1973
- Campylobacter concisus Tanner et al. 1981
- Campylobacter corcagiensis Koziel et al. 2014
- Campylobacter cuniculorum Zanoni et al. 2009
- Campylobacter curvus (Tanner et al. 1984) Vandamme et al. 1991
- Campylobacter fetus (Smith and Taylor 1919) Sebald and Véron 1963typus
- Campylobacter geochelonis Piccirillo et al. 2016
- Campylobacter gracilis (Tanner et al. 1981) Vandamme et al. 1995
- Campylobacter helveticus Stanley et al. 1993
- Campylobacter hepaticus Van et al. 2016
- Campylobacter hominis Lawson et al. 2001
- Campylobacter hyoilei Alderton et al. 1995
- Campylobacter hyointestinalis Gebhart et al. 1985 emend. On et al. 1995
- Campylobacter iguaniorum Gilbert et al. 2015
- Campylobacter insulaenigrae Foster et al. 2004
- Campylobacter jejuni (Jones et al. 1931) Véron and Chatelain 1973
- Campylobacter lanienae Logan et al. 2000
- Campylobacter lari corrig. Benjamin et al. 1984 emend. Debruyne et al. 2009
- Campylobacter mucosalis (Lawson et al. 1981) Roop et al. 1985
- Campylobacter ornithocola Caceres et al. 2017
- Campylobacter peloridis Debruyne et al. 2009
- Campylobacter pinnipediorum Gilbert et al. 2017
- Campylobacter rectus (Tanner et al. 1981) Vandamme et al. 1991
- Campylobacter showae Etoh et al. 1993
- Campylobacter sputorum (Prévot 1940) Véron and Chatelain 1973 emend. On et al. 1998
- Campylobacter subantarcticus Debruyne et al. 2010
- Campylobacter upsaliensis Sandstedt and Ursing 1991
- Campylobacter ureolyticus (Jackson and Goodman 1978) Vandamme et al. 2010
- Campylobacter volucris Debruyne et al. 2010

## Опасность
Большинство видов кампилобактерий могут инфицировать людей и других животных, вызывая заболевание — кампилобактериоз. Часто заражают домашних птиц; люди могут заразиться кампилобактериозом от употребления пищи, зараженной представителями Campylobacter. Другим источником инфекции является контакт с инфицированными животными, которые часто переносят Campylobacter. По меньшей мере дюжина видов кампилобактерий заражали человека, причем наиболее распространенными являются C. jejuni и C. coli. C. jejuni в настоящее время признана одной из основных причин бактериальных болезней пищевого происхождения во многих развитых странах. Инфекция C. jejuni также может появляться в крови у людей со СПИДом. C. lari является причиной диареи у детей. C. fetus является причиной самопроизвольных выкидышей у крупного рогатого скота и овец, а также патогенных микроорганизмов у людей. Было обнаружено, что этот род бактерий является частью микробиома слюны.